# Terranigma
Terranigma (天地創造, Tenchi Sōzō) est un jeu vidéo de type action-RPG développé par Quintet. Il est édité sur Super Nintendo par Enix en 1995 au Japon puis par Nintendo en 1996 en Europe (Royaume-Uni, Italie, Allemagne) et en Australie et en 1997 en France et en Espagne. Terranigma raconte l'aventure d'Ark, un jeune homme chargé de ressusciter la surface de la Terre, détruite à la suite d'une bataille entre le Bien et le Mal.

## Système de jeu
Terranigma est un action-RPG en vue de dessus. Pour se battre, le héros Ark est capable de courir, sauter, d'attaquer ou de combiner ces actions pour déclencher de nouveaux coups. Certaines attaques sont plus efficaces contre certains ennemis (notamment contre les monstres volants) mais infligent le plus souvent les mêmes dégâts. Ark peut aussi parer les projectiles mais cela ne le protège pas des autres attaques.
Le héros gagne des points d'expérience en vainquant des monstres qui lui permettent d'augmenter de niveau, et par conséquent ses caractéristiques (vie, force, défense et chance). Il n'y a pas de points de magie, à la place le joueur dispose de Magirocs qu'il doit échanger au magasin contre des anneaux magiques. Ceux-ci ne sont utilisables qu'une fois et redeviennent des Magirocs à échanger au magasin après usage. Ark trouve de nouveaux Magirocs dans les différents lieux traversés ou en accomplissant des quêtes et débloque de nouveaux types d'anneaux magiques en avançant dans l'aventure, en général en battant des boss.
Il dispose aussi d'équipements et d'objets pour l'aider, qu'il pourra trouver ou acheter tout au long du jeu. Certains possèdent un effet particulier (par exemple grimper sur des parois rocheuses ou casser les rochers), d'autres doivent être donnés à un personnage non-joueur, mais la plupart ne servent qu'à renforcer le héros.
Terranigma dispose d'une carte du monde en mode 7, qui sert simplement à Ark à se déplacer entre les différentes lieux. La carte reprend la forme de la Terre bien que les endroits à visiter soient fictifs, mais souvent inspirés par des lieux réels.

## Trame

### Contexte
Dans Terranigma, la Terre comporte deux visages: une face de lumière à la surface, qui représente le progrès et une face obscure dans le monde souterrain, qui représente le déclin. Ces deux forces (Dieu et le Diable) luttèrent pendant des millions d'années, pendant que la vie apparut et se développa à la surface. Le combat culmina dans une ultime bataille en Antarctique, qui submergea les continents de la surface et scella le monde souterrain. Cependant, aucune des deux forces n'en sortit victorieuse.

### Scénario
Un jeune homme turbulent, Ark, vit à Crysta, unique village du monde souterrain. Après avoir ouvert une porte interdite, il découvre une boîte magique habitée par un démon bienveillant, Yomi. L'ouverture de la porte a cependant figé tous les villageois, sauf Agar, le doyen du village. Il explique à Ark qu'il doit partir ressusciter les continents de la surface pour sauver les villageois. Après avoir parcouru les cinq tours du monde souterrain, les continents du monde de lumière réapparaissent et les villageois sont guéris. Cependant, l'Ancien apprend à Ark qu'il doit partir à la surface et y ressusciter les êtres vivants. Avec beaucoup de tristesse, Ark fait ses adieux à son amie Célina et part pour le monde de lumière à travers une crevasse dimensionnelle.
Une fois à la surface, Ark s'aperçoit que la Terre est désertique : le sol est aride et les plantes (seules formes de vie présentes) parviennent péniblement à pousser. En Amazonie, il guérit l'arbre géant Ra du mal qui l'afflige, redonnant la vie à la végétation. Cela permet au héros de continuer son périple et de ressusciter par la suite les oiseaux, le vent, les animaux et finalement les humains.
Dans un rêve, Agar prévient Ark qu'il doit dorénavant aider l'humanité à se développer, ce qu'il réalise en participant à la construction des villes ou à la découverte de nouvelles inventions. Pendant son aventure, il rencontre la jumelle de la surface de Célina, la princesse Célina, ainsi qu'une copie du village de Crysta. Cette princesse est la fille adoptive du roi d'Anjou, devenue muette à la suite d'un évènement traumatisant de son enfance. Ark parvient à la guérir, et ils deviennent au fur et à mesure amis.
Finalement, Ark réveille Yvan, un génie scientifique ayant survécu à la destruction du monde en se cryogénisant. Celui-ci lui explique sa vision du paradis, un monde où toutes les vies insignifiantes seraient tuées par un virus et toutes les autres personnes seraient rendues immortelles en étant transformées en zombis. Révolté, Ark tente d'attaquer Yvan mais est massacré par ses robots.
Agar lui apprend alors que sa mission est maintenant terminée et qu'il peut mourir en paix. Ark devait en effet ressusciter la Terre pour permettre à Dark Gaia (le Diable) de dominer le monde avec l'aide d'Yvan. Cependant, Ark est sauvé par Kaver, le prêtre de Lhasa qu'Ark a rencontré lors de son aventure, qui le téléporte en dehors du laboratoire d'Yvan. Il lui explique qu'il doit chercher les cinq pierres d'étoiles et les placer au pôle sud afin d'invoquer l'élu. Ce faisant, Ark rencontre son double de lumière, dont Dark Gaia s'est servi pour créer Ark, qui le tue.
Ark renaît grâce à l'esprit de la lumière (Light Gaia) comme bébé et est recueilli par la princesse Célina. Il est cependant enlevé par l'autre Célina, guidée à la surface par Yomi pour éliminer quelqu'un qui menace Crysta. Constatant qu'il s'agit d'Ark, elle refuse de l'attaquer, et se sacrifie pour lui sauver la vie en tuant Yomi. Ark, redevenu adulte, est contacté par Kaver pour qu'il le rejoigne, lui et les autres compagnons d'Ark, pour se battre contre Yvan, qui s'est déjà servi d'Asmodeus pour tuer les habitants de Néo-Tokyo. Ils parviennent ensemble à vaincre Yvan et Ark retourne dans le monde souterrain pour détruire Dark Gaia. À la suite de sa victoire, Ark se rend compte que le monde souterrain et tous ses habitants (dont lui-même) vont disparaître, bien qu'il soit suggéré qu'ils se réincarneront. Ark va se coucher pour la dernière fois et rêve d'être un oiseau volant à travers le monde. Dans l'épilogue, la Célina de la surface se trouve dans sa maison, quand on frappe à la porte. Elle se dépêche d'ouvrir et le jeu se finit.

## Développement
Terranigma a été conçu par Quintet, qui avait déjà développé d'autres jeux où le héros recréait le monde comme ActRaiser ou Soul Blazer. L'éditeur Enix a embauché Quintet comme sous-traitant pour réaliser un action-RPG, en raison de l'expérience de Quintet dans le domaine et du bon accueil de leurs jeux précédents au Japon. Le thème de la création a été choisi pour contraster avec la destruction des ennemis des autres jeux d'action et pour faire réfléchir le joueur sur ses actes. Terranigma est le dernier jeu de la trilogie formée par Soul Blazer et Illusion of Time, contenant quelques références à chacun des deux jeux. Terranigma n'est cependant jamais sorti aux États-Unis (contrairement à ses prédécesseurs) en raison de la fermeture de la filiale américaine d'Enix,. La traduction française du jeu est réalisée par Julien Bardakoff, connu par la suite pour son travail d'adaptation sur la franchise Pokémon.

## Accueil
Terranigma s'est vendu à 200 000 exemplaires au Japon. La date de sortie en France a été reprochée par les critiques, pour qui le jeu aurait dû sortir deux ans plus tôt et non après la sortie de Final Fantasy VII. Cependant, la qualité du jeu est unanimement reconnue,. Joypad affirme que le jeu est « intéressant, fort amusant » et que « les fans de Zelda seront comblés ». Pour Player One, le jeu est excellent et techniquement parfait, aussi bien pour les musiques que les graphismes.
Par la suite, Terranigma a été décrit par Jeremy Parish du podcast Retronauts de 1UP.com comme l'action-RPG Super Nintendo de Quintet ayant la meilleure réputation, notant la qualité du gameplay, des musiques et les thèmes profonds de l'histoire. Kei Kubodi du magazine GameFan a dépeint Terranigma comme le meilleur jeu de Quintet et un des titres les plus mémorables de la Super Nintendo.

## Série
Il est généralement considéré comme le troisième et dernier épisode de la série constituée de Soul Blazer, Illusion of Time et Terranigma. Néanmoins les jeux n'ont jamais utilisé le même nom de licence et n'ont pas de liens directs entre eux, bien qu'il existe des références dans Illusion of Time, comme le chien Turbo ou le boss de Soul Blazer, et dans Terranigma, où un développeur parle d'Illusion of Time 2.

## Équipe de développement
- Game Designer : Tomoyoshi Miyazaki
- Script Writer : Tomoyoshi Miyazaki
- Scénario : Reiko Takebayashi
- Planner : Takeshi Tsuru
- Programmeurs : Akira Kitanohara, Shigemi Kita, Megumi Tsuruno, Kyosuke Achiwa
- Graphic Designers : Naoko Suzuki, Kazuteru Sugaya, Toshiaki Yamada, Sadao Kobayashi, Keisuke Yasaka (Image Works), Katsutoshi Segawa (Image Works), Akira Baba (Image Works), Wataru Yanagawa, Ayano Koshiro
- Compositeurs son : Miyoko Kobayashi, Masanori Hikichi
- Quintet Staff : Kazunori Takado, Takashi Shichijyo, Naohito Suginaka, Yutaka Sasaki, Noriyoshi Akiba, Masami Fujita, Yuko Miyata, Atsuko Muro, Takako Ochiai, Kunihiro Hirabayashi, Mitsunori Yoshida, Masami Okubo, Kenichi Kobayashi, Hajime Watanabe
- Direction artistique : Kamui Fujiwara
- Enix Staff : Keiji Honda
- Réalisateur : Tomoyoshi Miyazaki
- Producteurs : Shinji Futami, Jun Toda, Masaya Hashimoto
- Producteur exécutif : Yukinobu Chida
- Publisher : Yasuhiro Fukushima